# Dolmen von Kerran

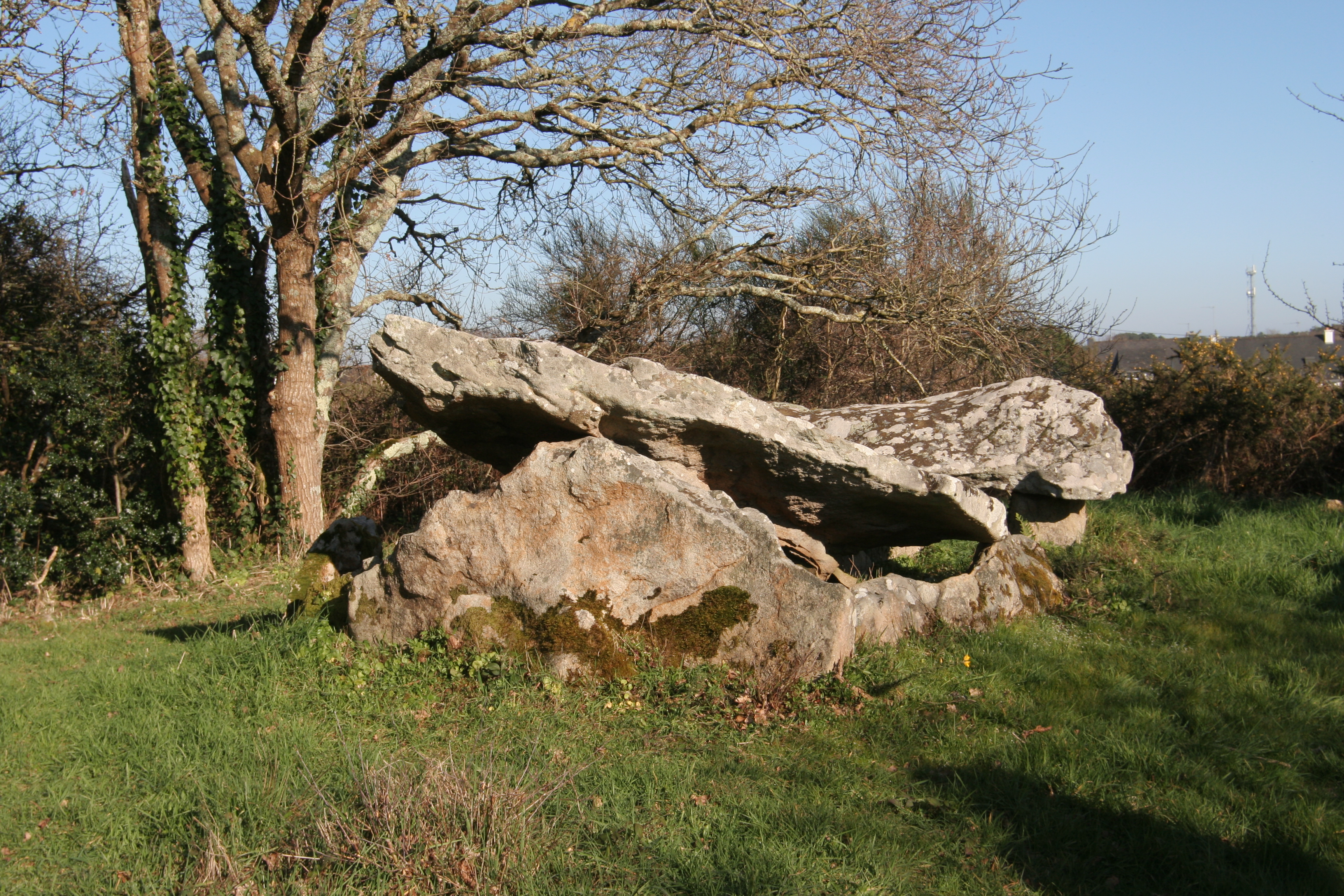
Dolmen Nord oder Dolmen A

Die Dolmen von Kerran (auch Dolmens de Roh-Vras genannt, nicht zu verwechseln mit dem Dolmen d’Er-Roch-Vras) liegen östlich der Kreuzung der D28 mit der D781, südlich von Crac’h bei Saint-Philibert im Département Morbihan in der Bretagne in Frankreich. Dolmen ist in Frankreich der Oberbegriff für neolithische Megalithanlagen aller Art (siehe: Französische Nomenklatur).

## Beschreibung
Die Dolmen sind aus Granit und wurden einst von einem heute erodierten Hügel bedeckt. Sie stammen aus dem mittleren Neolithikum, (etwa 4000–3500 v. Chr.). Es handelt sich um die Reste zweier „Dolmen à couloir“ (mit niedrigem Gang), von denen der Dolmen Süd in einem deutlich besseren Zustand ist als der andere. Der dritte Dolmen von Ker-Han wurde 1896 trotz des Einspruchs von Zacharie Le Rouzic (1864–1939) von der Familie Piketty erworben und zum Friedhof von Meudon im Département Hauts-de-Seine versetzt, um als Grabmal zu dienen.

Dolmen von Kerran
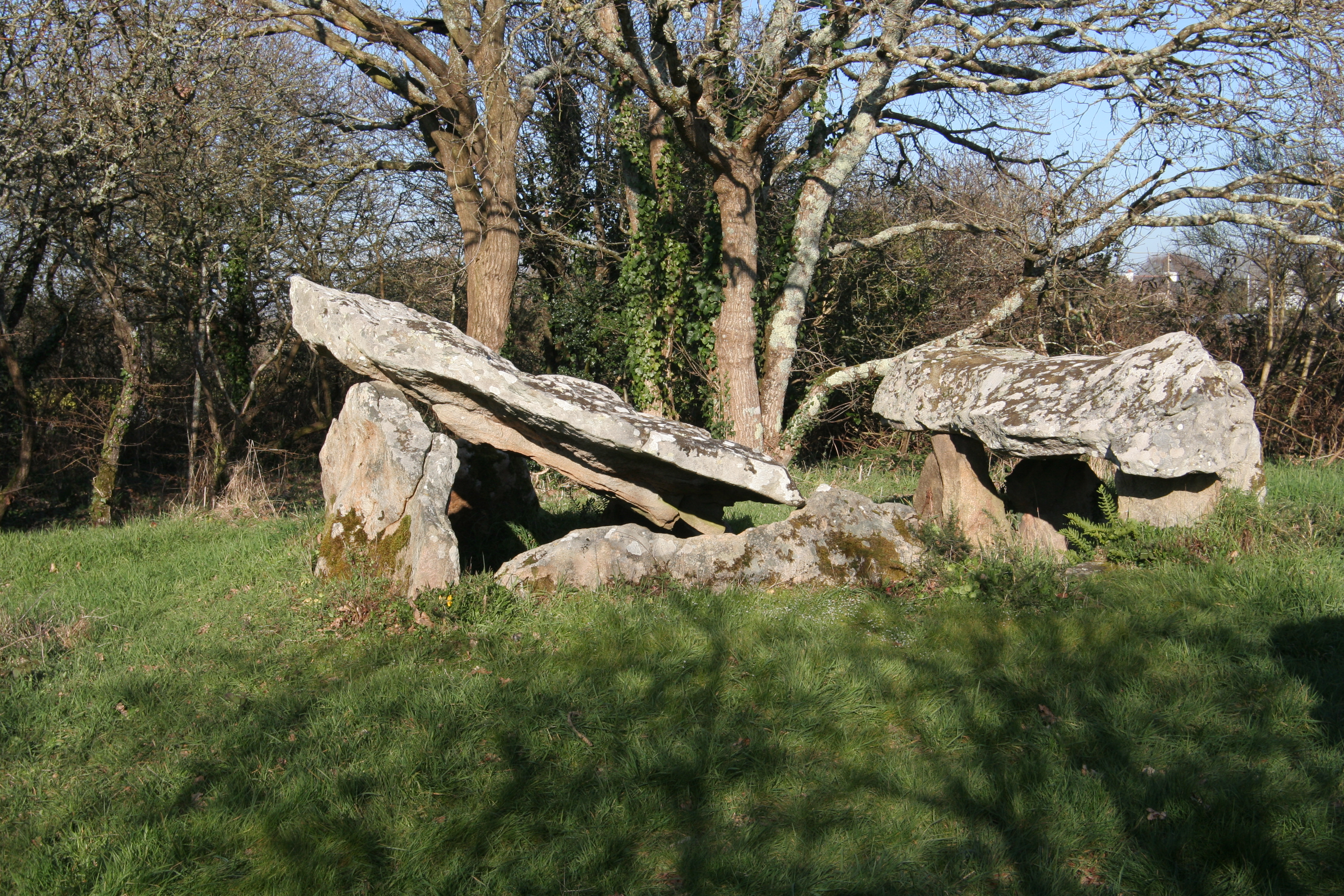
Dolmen Nord
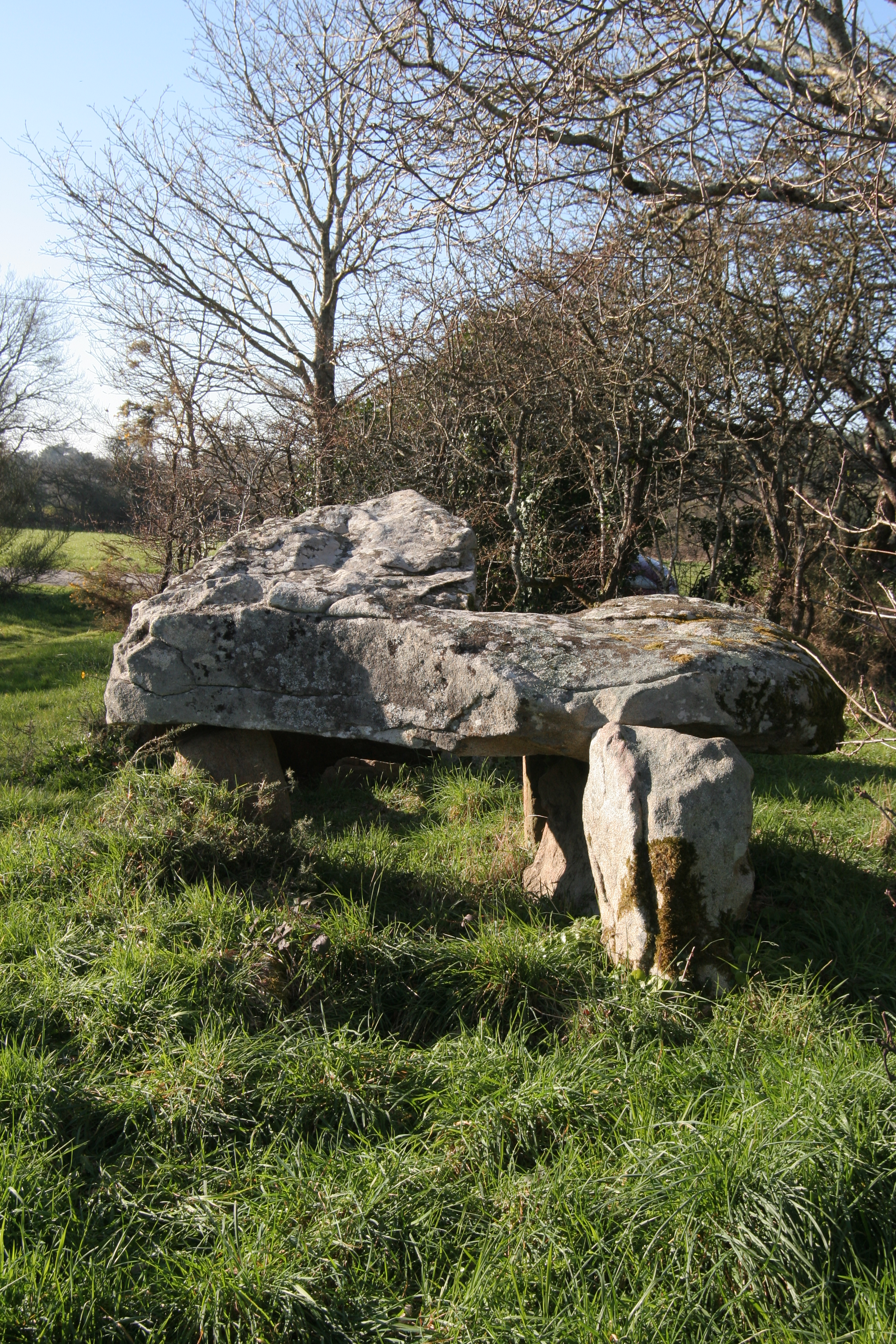
Dolmen Nord
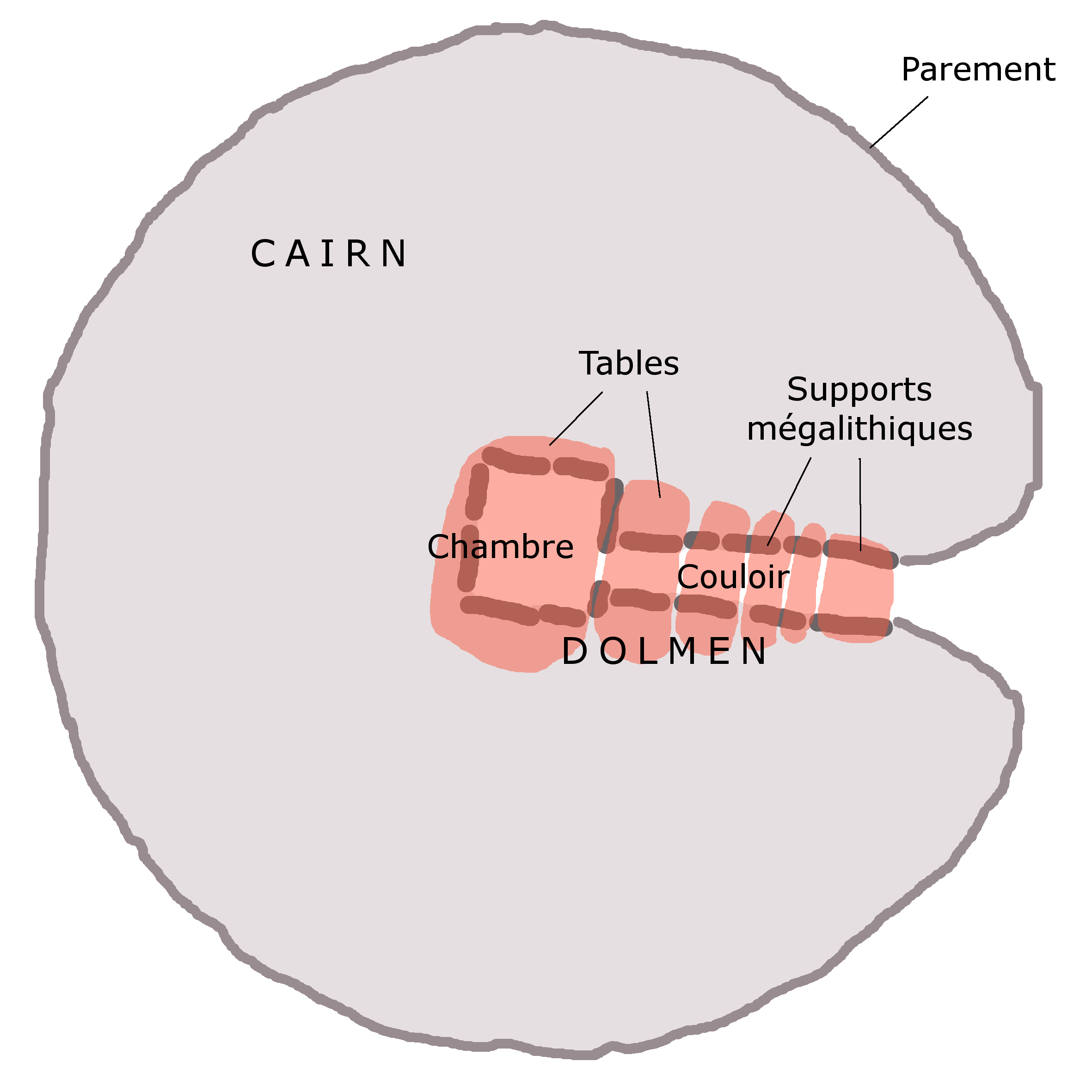
Idealtyischer Gangdolmen
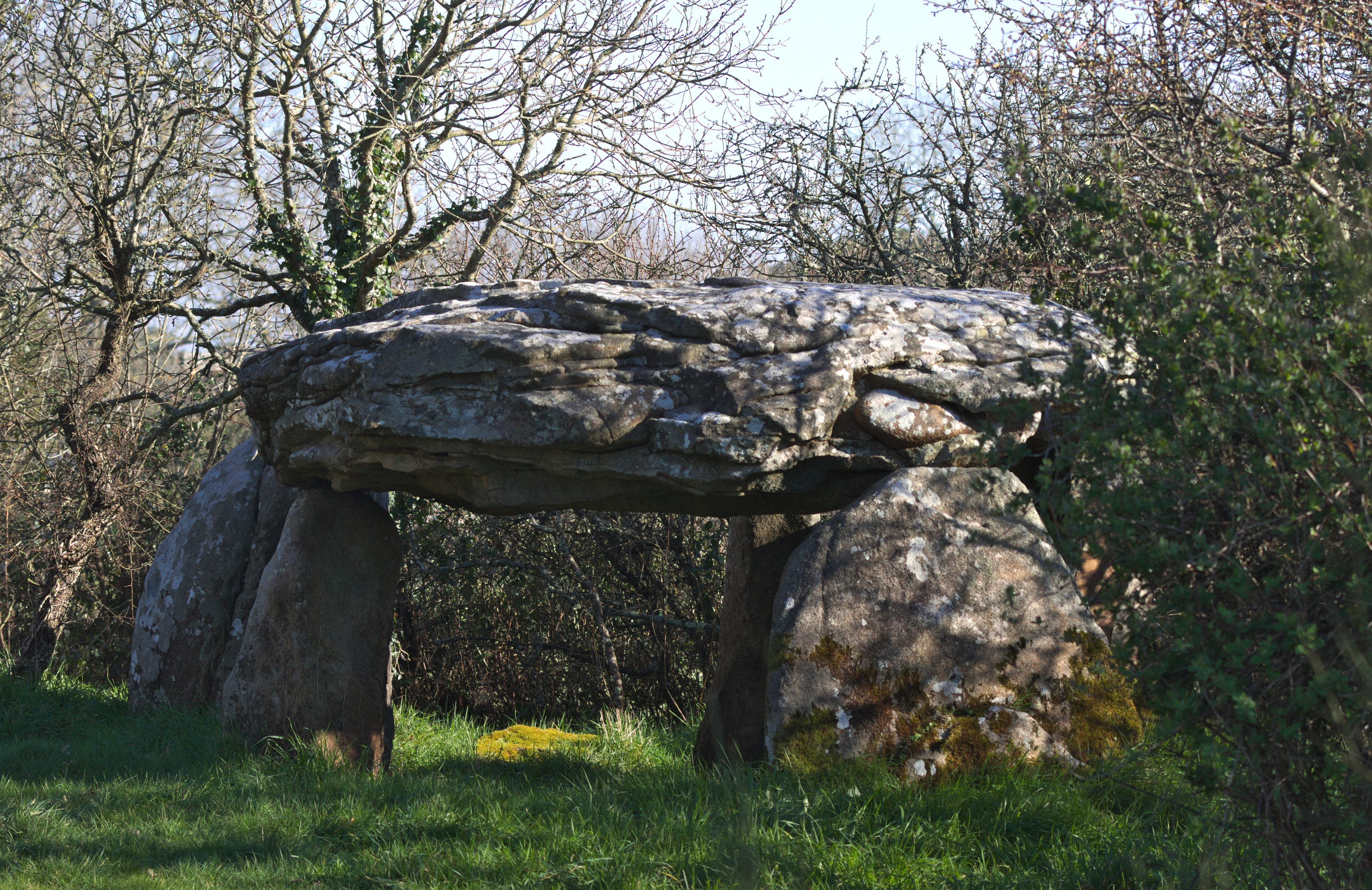
Dolmen Süd
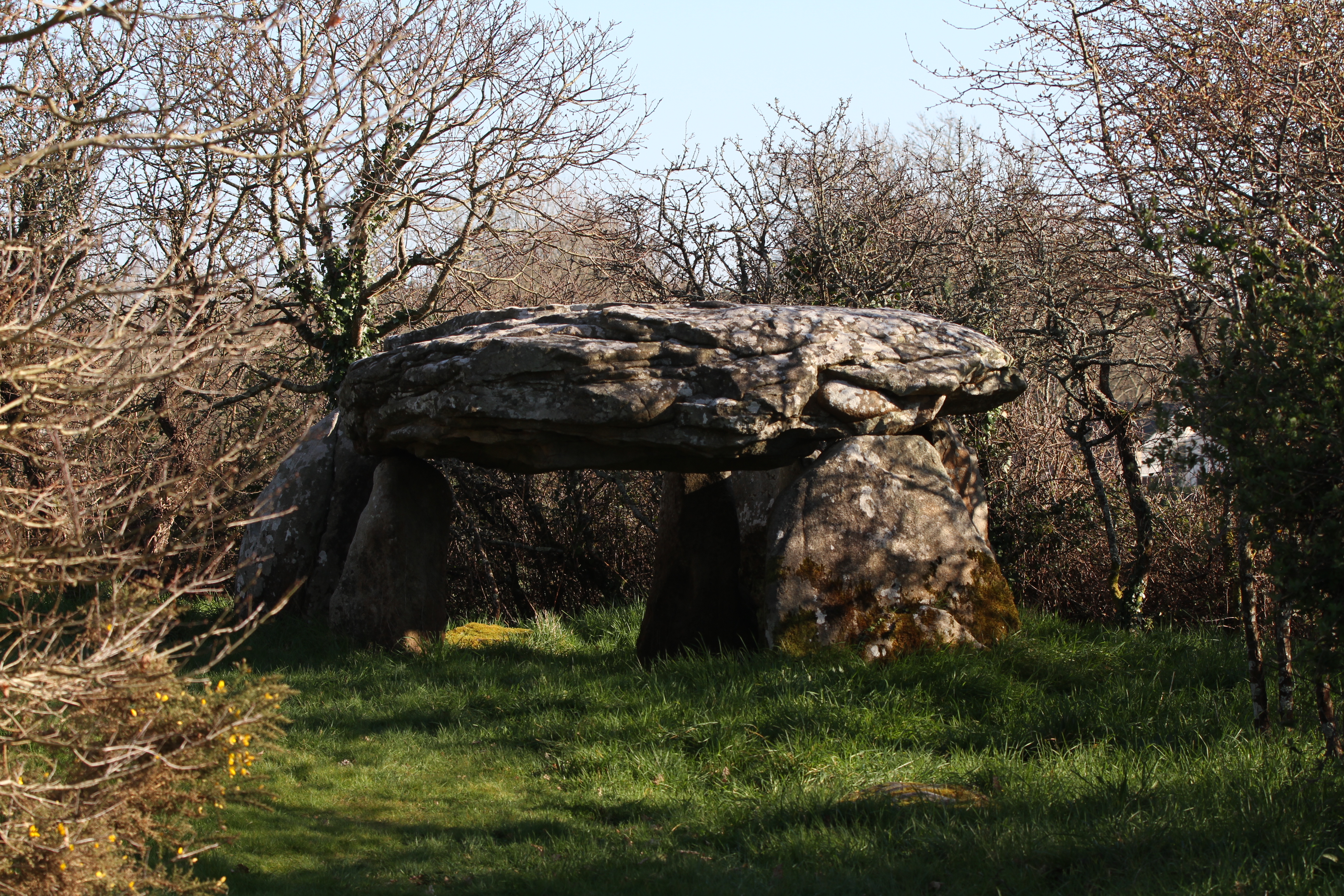
Dolmen Süd

Die westliche Kammer des Norddolmens hat einen schräg aufliegenden Deckstein von etwa 3,0 × 3,0 m auf einer Kammer, die möglicherweise durch einen inneren Stein von der östlichen getrennt war. Die östliche Kammer hat einen Deckstein von etwa 3,0 × 2,0 m und einen Endstein, mit einem Zugang im Süden.
Der Süddolmen hat einen großen horizontal auf mehreren Tragsteinen aufliegenden Deckstein. Ihm fehlen die Steine beider Enden.
Die Dolmen wurden 1927 als Monument historique ausgewiesen.
In der Nähe liegen die Dolmen von Kervehennec und der Dolmen von Kercadoret und der von Kermané.